# Hüttingen bei Lahr

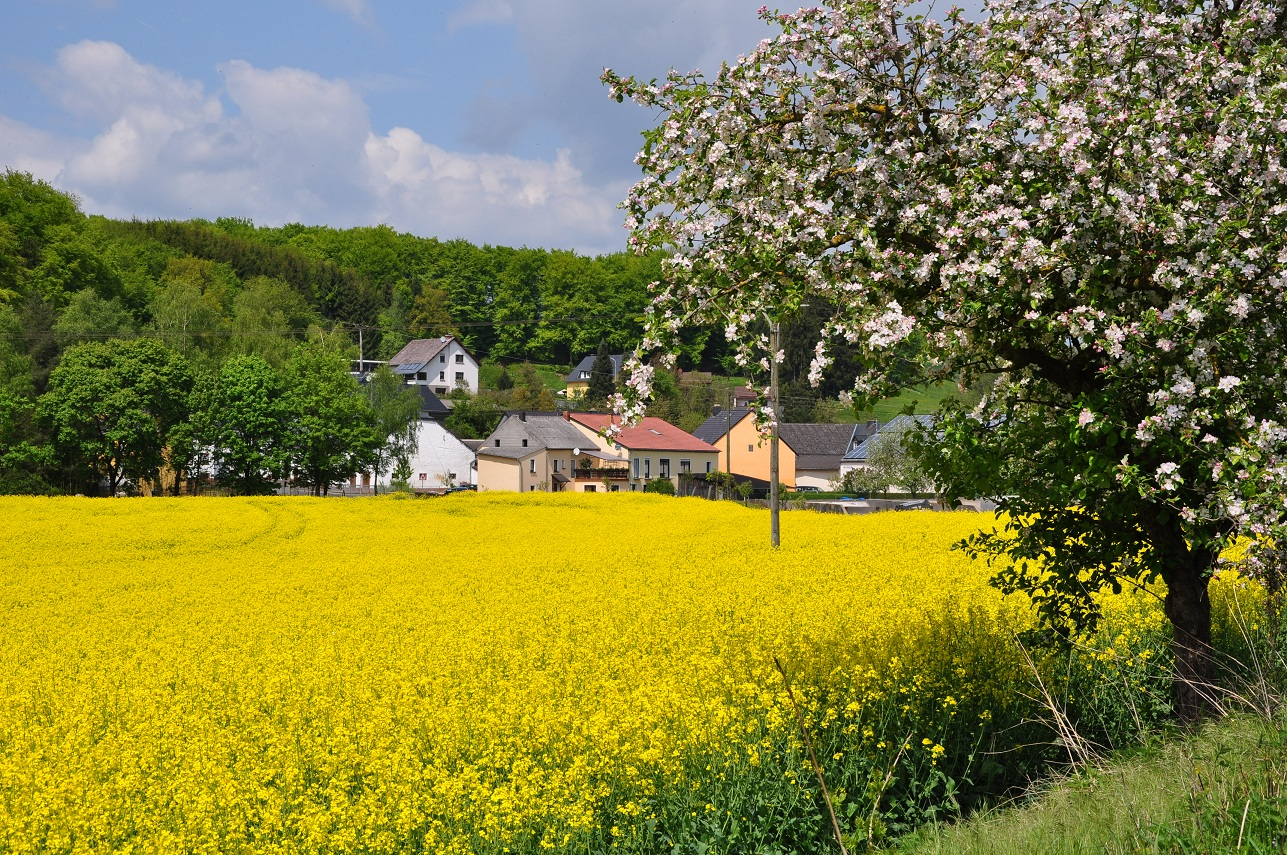
Lente in Hüttingen bei Lahr

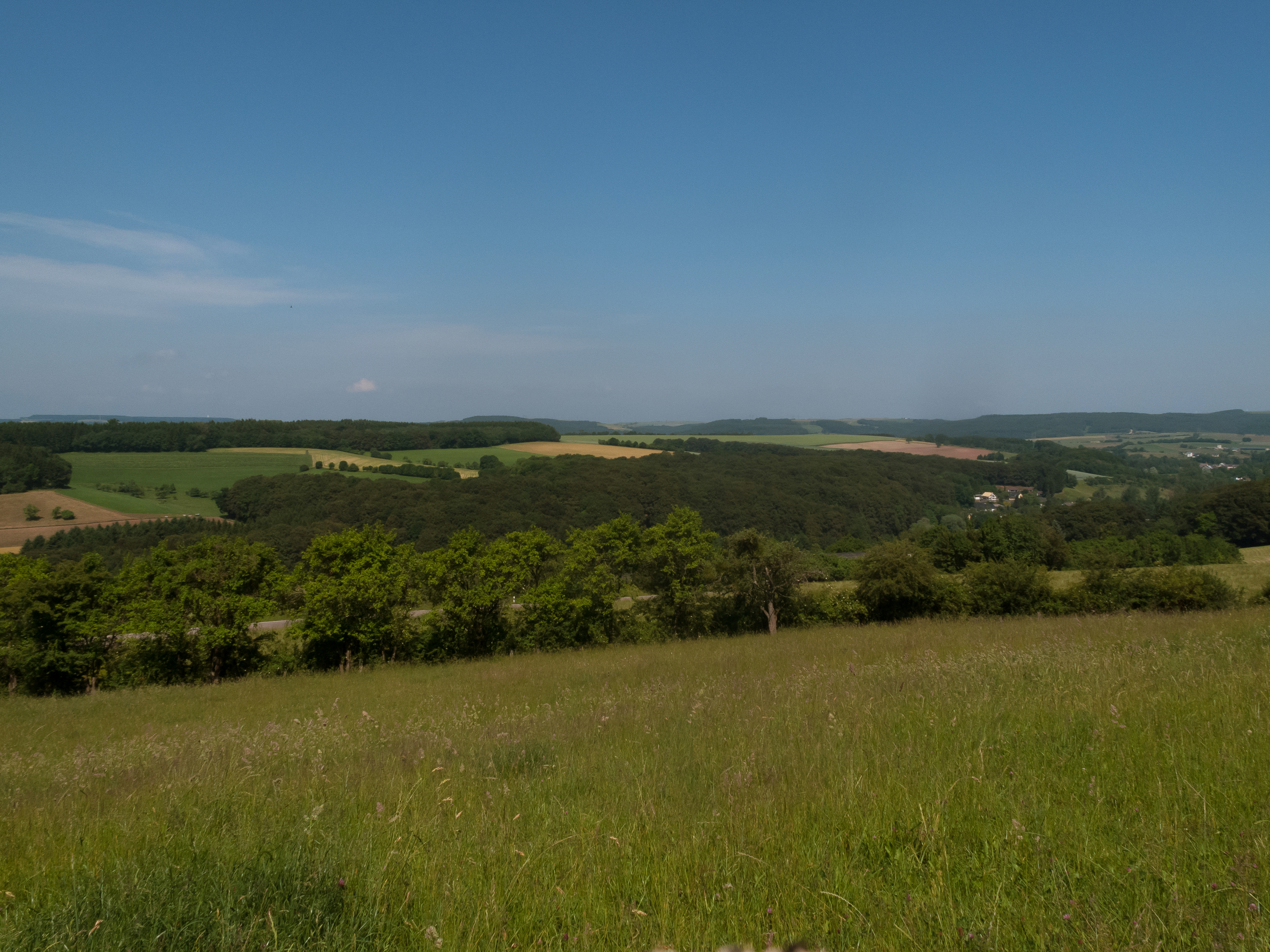
Panorama tussen Hüttingen en Hommerdingen

Hüttingen bei Lahr is een plaats in de Duitse deelstaat Rijnland-Palts, en maakt deel uit van de Eifelkreis Bitburg-Prüm.
Hüttingen bei Lahr telt 150 inwoners.

## Bestuur
De plaats is een Ortsgemeinde en maakt deel uit van de Verbandsgemeinde Südeifel.
Verbandsvrije stad:  Bitburg